# Riccardo Muti
Riccardo Muti (Nàpols, 28 de juliol de 1941) és un director d'orquestra italià, conegut per ser el director musical del teatre d'òpera La Scala de Milà, càrrec que va ocupar entre el 1986 i el 2005. Com a director, se l'aprecia per ser rigorós i acurat, però se l'acusa de ser tirànic i capritxós.
El 1967, Muti es converteix en el primer italià a guanyar el prestigiós Premi Guido Cantelli de joves directors.
Ha treballat com a director principal d'algunes de les orquestres i festivals més prestigiosos del món. Ha dirigit:
- El Maggio Musicale Fiorentino de 1968 a 1980.
- L'Orquestra Philharmonia de Londres, a partir de 1972 com a successor d'Otto Klemperer.
- L'Orquestra de Filadèlfia, de 1980 a 1992, amb la que realitza diverses gires internacionals.
- L'Orquestra del Teatre de La Scala, de 1985 a 2005.

També és convidat regularment per l'Orquestra Filharmònica de Berlín i l'Orquestra Filharmònica de Viena, i pel Festival de Salzburg des de 1971, on se li reconeix la seva interpretació de les òperes de Mozart. Ha treballat regularment amb els teatres d'òpera de Filadèlfia, Múnic, Viena i Londres, a més del Festival de Ravenna.
En la seua feina al Teatre de La Scala, Muti destaca per explorar obres poc conegudes del repertori neo-clàssic, com Lodoiska de Luigi Cherubini i La Vestale de Gaspare Spontini.
L'any 2000 li va ser concedit el Premi de la Fundació Wolf de les Arts de Jerusalem.
El 16 de març de 2005 l'orquestra i l'equip de La Scala van exigir, per majoria, la renúncia del director. L'origen de la disputa neix de la renúncia del gerent general del teatre, Carlo Fontana, per problemes amb Muti. El 2 d'abril Muti dimiteix citant l'«hostilitat» de membres del personal.
El 2003 fou nomenat doctor honoris causa per la Universitat de Barcelona. El maig de 2011 fou guardonat amb el Premi Príncep d'Astúries de les Arts.